# 水壩對環境的影響
一直以来，水坝的支持者认为水坝可以大规模地通过水力发电和增加灌溉用水源改善与水相关的能源和环境问题。然而近年来，水坝的副作用愈来愈受到人们的关注。随着围绕修建三峡水坝及其他类似的亚洲，非洲和拉丁美洲项目展开的公开讨论，关于水坝项目最终对环境和周围的人类是有益还是毁坏性质的讨论开始大量出现。在衡量水坝项目的影响时，专家往往着重讨论其对于河流上下游的有利和不利影响。由于水坝截河而建，上下游的区分方便人们组织关于水坝对于环境和局部地区影响的讨论，但事实上所有的影响都是密不可分的。

## 水坝上游的影响

### 水库的形成
在河流上建坝会在河流上游形成水库。水库的水会向周边扩散，淹没原有的栖息地。迄今，超过400,000平方千米的土地由于水坝的建造而被淹没。新产生的水库的表面积大于原先河流的，使得水分更多地被蒸发。这可能使河水每年减少2.1米的深度。根据近期的研究，水库亦使温室气体排放增加。水库最初的注水淹没原有的植被，使得富含碳的植物和树木死亡和分解。腐烂的组织向大气大量排放碳。腐烂的植物沉入不含氧的水库底部，由于缺乏流水来增加水的含氧量，最终分解成甲烷。

### 河流生态系统的分割
水坝还会成为动物在上下游栖息地之间迁徙的障碍，比如美国和欧洲的鲑鱼。水坝阻碍了它们去上游产卵，从而威胁到它们的繁殖，减少鱼群的数量。因此，人们采取了种种措施来给鱼留下通道。新建的水坝常常有人工的“鱼道”或“鱼梯”。也有地方采用驳船来运送鱼群去上游产卵。鱼群向下游迁徙也会受到水坝的阻拦，造成向下迁徙鱼群数量的减少，除非它们能安全经溢洪道游出。水库的泛滥也会改变河流周边的湿地，森林和其他栖息地。河岸和下游地区的生态系统亦受到破坏。在没有水坝的的河流，其自然的泛滥支持着河岸周围特别丰富的生物种类。水坝的建立減少了泛濫的發生，對依賴季節性水流的下游洪水平原產生負面影響。水庫－河流形成的相對不變的生態系統支持的野生動物種類大為減少。水壩攔截了滋養下游生態系統的泥沙沉積。有些地方性的物種無法在環境變化下存活，而新物種會在這里安家。然而，由於水壩改變了周圍生態系統習以為常的環境，水壩的建造幾乎總是會減少物種多樣性。

## 水坝下游的影响

### 水温
与没有水坝的情况相比，水库中的水在冬天更热而夏天更凉。当水库水流入河流，河水的温度也随之改变。这对水库和河流中的动植物均会产生影响，使它们的原生环境变得陌生。在Towy河，鲑鱼和褐鳟捕获量的大量减少被证明与1960年代建成的Llyn Brianne水坝造成的水温降低有关。近期Snake河及Klamath地区的鱼群变化也推动了新的旨在减少温度变化造成的压力的研究和保护项目。

## 其他影响

### 对于人类的影响
虽然水坝对人类来说在许多方面有益,但它可能同时创造与此相当的有害影响。一个经常被隐瞒的事实是水坝建成后造成的人工湖常常成为许多疾病的滋生地.例如在热带地区，蚊子（携带疟疾病原体）和螺类（携带血吸虫）等携带有害物种的动物可以依靠水流缓慢的优势大肆繁殖.水坝对于环境的影响：建造水坝对人类另一个不利因素是，如果水坝建造的太靠近他们的家园，那么搬迁就迫在眉睫了。中国建造的三峡大坝就是这么一个例子。三峡大坝占用了大量的土地，从而迫使100多万人搬迁。世界银行的麦克尔·塞尔尼亚博士和加州理工学院的教授塞耶·斯卡德博士说：“与水坝有关系的搬迁对社会有3种影响：经济上的灾难、心理上的创伤和社会。”

### 對於地球的影響
水壩会造成气候变化。这是由于水壩造成甲烷，一种温室气体的产生。水庫的水是分层的，底部缺氧，造成生物的厌氧分解，释放出甲烷。Climate Change and Dams: An Analysis of the Linkages Between the UNFCCC Legal Regime and Dams. 由于气候变化，以下是可能产生的影响：
- 水坝如果建造得当是优美的景观，但是它们会破坏环境
- 海平面升高(可能淹没海拔较低地区)
- 气候带向两极移动
- 生态系统可能面临新的气候压力
- 降雨和水分蒸发可能会改变，从而影响到水源

水坝还会影响地球的自转。世界上所有水坝的水库总蓄水超过2.4立方英里，总重约100亿吨。更多的水重新布置到更靠近地轴的地方，从而增加了地球的自转。目前认为地球自转的加速对全球环境和人类没有不良作用，但仍将继续考虑其在全球运动上的长期效应。

## 更多阅读
- McCully, Patrick. . Zed Books. 2001. ISBN 1856499022.